# パシフィックリーグマーケティング
パシフィックリーグマーケティング株式会社（パシフィックリーグマーケティング、英: Pacific League Marketing Corporation.）はパシフィック・リーグ加盟6球団により設立された合弁企業。略称はPLMで、企業マークにも使われている。
主にプロ野球動画配信サービス「パ・リーグTV」の運営や、パ・リーグ6球団公式ウェブサイトの企画・運用・管理、パ・リーグ6球団の共同イベントなどを手掛ける。

## 概要
パ・リーグ4球団（北海道日本ハムファイターズ、千葉ロッテマリーンズ、埼玉西武ライオンズ、福岡ソフトバンクホークス）が携帯電話向け動画配信サービス「プロ野球24TV」を行っていたが、一本化するために東北楽天ゴールデンイーグルス、オリックス・バファローズの2球団が加わり、6社出資で2007年に設立された。
「パ・リーグTV」の配信事業が成功したことで、売上は2007年の1億8000万円から、2015年には16億円超まで増加している。
ソフトバンク子会社（TVバンク・G.T.エンターテインメント・FOX SPORTS ジャパン）が地ならしをして採算性を見極めた上でPLMが事業参入している傾向がある。
「プロ野球の新しいファンを増やすこと」をミッションに、「6球団でまとまったらよいこと」「1球団ではできないこと」を考え方の軸としてデジタルマーケティングを中心に行っている。

## 沿革
- 2007年5月14日 - パシフィックリーグマーケティング株式会社（以下PLM）設立。「プロ野球24」の事業を手掛ける。
- 2008年1月31日 - PLMによる公式サイトおよび携帯サイトの一括管理を開始。
- 2010年3月18日 - 「PACIFIC LEAGUE.JP」オープン[4]。
- 2010年8月2日 - パ・リーグ公式ECサイト「PACIFIC LEAGUE baseball store」オープン[5]。
- 2011年4月12日 - コンテンツ事業「パ・リーグアプリ2011」開始。テキストライブ速報は月額230円[6]。
- 2012年3月1日 - 「パ・リーグTV」開始。
- 2016年1月15日 - FOXスポーツ台湾と2016年からの3年間の放映権契約を締結。
- 2018年3月23日 - パ・リーグ6球団新公式メディア「パ・リーグ.com」を開始。
- 2019年1月15日 - FOXスポーツ台湾と2019年からの3年間の放映権契約を締結[7]。

## 動画配信ビジネス
2012年より「パ・リーグTV」を運営している。月額料金は税別で見放題パック1,450円（パ・リーグ6球団いずれかのファンクラブ会員は950円）、交流戦パック1,450円、1試合チケット600円。配信には「Akamai HD Network」を利用している。アカマイ・テクノロジーズとソフトバンクブロードメディアは2001年4月に合弁でアカマイ・テクノロジーズ・ジャパン（現・CDNソリューションズ）を設立していたが、2003年2月の日本法人設立をもって提携を解消した。
その前身として、2010年から2011年まで「パ・リーグ ライブTV」がTVバンクにより委託運営（レベニューシェア）されていた。月額料金は税込でパ・リーグ見放題コース1,480円、球団別見放題コース980円、1試合チケット390円。配信技術はTVバンクのP2P型動画配信技術「BBブロードキャスト」を用いていた。
2015年からは他競技へのライブ配信プラットフォーム提供を開始し、プロゴルフ大会の中継にて利用されている。2017年12月には中学硬式野球大会の「第1回 中村紀洋杯中学硬式野球大会」を配信。2018年3月からは、女子プロ野球のライブ配信におけるプラットフォーム提供を開始している。

### 携帯電話向け動画配信サービス
PLMは元々携帯電話向け動画配信サービスを手がけていた。
- 2006年 - 千葉ロッテマリーンズ、西武ライオンズ、福岡ソフトバンクホークス、北海道日本ハムファイターズ主催試合を携帯電話向けに月額500円で動画配信する「プロ野球24TV」を開始。
- 2007年 - PLMに事業移管。「プロ野球24」に楽天が加入。
- 2007年4月8日 - ソフトバンクがTOKYO MXの放送枠を買い取りホークス公式戦25試合中継を開始[11]。
- 2008年3月20日 - 「プロ野球24」にオリックス・バファローズが加入し6球団揃う。
- 2019年5月15日 - 「プロ野球24」サービス終了。

### PC・スマホ向け動画配信サービス
現在PLMの主力事業となっているPC・スマホ向け動画配信サービスは、元々Yahoo! JAPANがYahoo!動画（現・GYAO!）で手がけていた流れを継承している。2012年2月まで委託配信を行っていたソフトバンクは、2016年より独自にスポナビライブの配信をしている。
- 2004年 - Yahoo!動画でライオンズ主催試合の無料配信を開始。
- 2005年 - Yahoo!動画にホークスの無料配信が追加される。
- 2006年 - Yahoo!動画のライオンズの配信が終了、ファイターズの無料配信が追加。
- 2006年9月26日 - TVバンクによりP2P型動画配信技術「BBブロードキャスト」が発表される[12]。
- 2007年 - Yahoo!動画にマリーンズとイーグルスの無料配信が追加される。楽天の無料配信サービス「イーグルスTV」も開始。
- 2008年1月24日 - G.T.エンターテインメントがパ・リーグ6球団のインターネット配信権（公衆送信権）と、GAORAと契約が残っているファイターズを除く5球団のCS配信権を取得[13]。
- 2008年 - Yahoo!動画にライオンズとバファローズの無料配信が追加。
- 2009年04月03日 - TVバンクによりYahoo！動画でパ・リーグ公式戦360試合、交流戦72試合、クライマックスシリーズの無料配信[14]。
- 2010年3月20日 - 無料配信が終了し、G.T.エンターテインメントとPLMにより有料配信サービス「パ・リーグ ライブTV」開始[15]。
- 2012年3月1日 - TVバンクによる委託配信が終了し、PLMにより「PACIFIC LEAGUE.JP」をリニューアルした「パ・リーグTV」開始[16]。
- 2016年3月17日 - ソフトバンクが「スポナビライブ」を提供開始[17]
- 2016年8月23日、9月2 - 4日 - パ・リーグTVのライブ配信プラットフォームを利用して、日本プロゴルフ協会が主管の2大会(「PGAジュニアゴルフ選手権 太平洋クラブカップ」、「PGAシニアツアー アルファクラブCUP シニアオープン」)をライブ配信実施[18]。
- 2018年 - マルチアングル映像のサービス開始[19]。スポナビライブのサービス終了。DAZN・Rakuten TVへの映像供給開始。

### VR配信サービス
2018年7月27日から、パ・リーグ公式戦をVRでライブ視聴、見逃し視聴できる「パーソル パ・リーグTV VR」を、KDDIグループのSupershipが開発したVRプラットフォーム「XRstadium」で開始した。7月27日以降の公式戦のうち計30試合を配信予定。

## 放映権ビジネス
かつては地上波放映権の一括管理にも意欲を見せていたが未だ球団個別管理が続いている。
近年はPLMにより台湾向けの放映権販売が強化されており、将来的に中南米への放映権販売も視野に入れている。
- ソフトバンク子会社により有料放送放映権の一括管理による収益拡大が試みられたが失敗に終わっている。
  - 2008年1月24日 - G.T.エンターテインメントが総額40億円前後でパリーグ6球団のインターネット配信権（公衆送信権）とファイターズを除く5球団のCS配信権を取得。[22]
  - 2008年1月24日 - J:COM・J SPORTSとの放映権交渉の難航が報じられる。[23]
  - 2012年12月18日 - FOX インターナショナル・チャンネルズとTVバンクがFOX SPORTS ジャパンを設立。ホークス、マリーンズ、バファローズ放映権を獲得[24]
  - 2013年1月28日 - TVバンクが2013年度イーグルスの放映権を獲得。[25]
  - 2013年2月22日 - FOXとケーブルテレビの放送交渉が難航していると報じられる。[26]
  - 2013年6月 - FOXスポーツによる台湾でのパリーグ中継の試み。
- 2013年12月27日 - 台湾放映の反響を受けPLMによる台湾向け配信を検討。[27]
- 2014年3月28日 - ヤフーとPLMが連携しスポーツナビでプレイバック動画の提供を開始。[28]
  - 2014年12月16日 - FOX SPORTS ジャパン事業終了。[29]
- 2016年1月15日 - FOXスポーツ台湾と3年間の放映権契約を締結。[30]
- 2018年2月16日 - 2018年から2022年の5年間に渡るインターネット試合中継配信パートナー契約を、楽天株式会社、Perform Group、ソフトバンク株式会社と締結[31]。
- 2019年1月15日 - FOXスポーツ台湾と2019年からの3年間におけるパ・リーグ主催試合放映権契約に合意し、会見を実施。試合の放映だけでなく、インバウンドの強化やスポーツビジネスのノウハウ共有にも取り組んでいくとした。[32]
- 2019年4月1日 - FOXスポーツ台湾で3月30日に放映された試合が、台湾では視聴率1%を獲得することが困難[33]な中で、FOXスポーツ台湾での日本プロ野球放映史上最高の平均0.73%、瞬間最高1.4％の視聴率を記録した。この試合では王柏融が移籍後初安打を記録している。[34]
- 2020年8月10日 - アメリカのスポーツ専門チャンネル「FTF」との間で同シーズンのパ・リーグ主催試合放映権契約に合意。同月から11月まで、パ・リーグ6球団のライブ放送を実施[35]。なお、2021年シーズンも同チャンネルとの間で放映権契約を締結し、同シーズンはパ・リーグ主催の全試合（パ・リーグ球団主催のセ・パ交流戦を含む）を配信している[36]。
- 2024年5月28日 - 中南米・カリブ地域の野球専門チャンネル「One Baseball Network」との間で同シーズンのパ・リーグ主催試合放映権契約に合意。同年6月から11月まで、パ・リーグ6球団のライブ・ディレイ放送を実施[37]。

## イベント開催
2013年から、パリーグ6球団の主催試合において共同イベントを実施している。
2013年は各球団が昔使用していたユニフォームを一斉に着用する「レジェンドシリーズ」を開催。さらに2014年からは毎年、「パ・リーグ 親子ヒーロープロジェクト」を6球団横断型プロジェクトとして開催。2014年はウルトラマン、2015年は仮面ライダー、2016年は戦隊ヒーローの動物戦隊ジュウオウジャーとコラボレーションをした。2017年はコロコロコミックとのコラボを行った。2018年はディズニー映画のインクレディブル・ファミリーとのコラボを行い、パ・リーグ6球団の選手が一言声優に挑戦した。
近年は所謂アニメ・ゲームファンの取り込みを図るコラボレーション企画も行われている。2017年に『アイドルマスターシリーズ』、2018年には『バンドリ! ガールズバンドパーティ!』『八月のシンデレラナイン』とのコラボレーションとして、キャラクターと各球団とのコラボグッズ販売や出演声優の始球式参加などの集客策を行ってきた。
そのほか2015年5月16 - 17日、パ・リーグと富士通が生み出したプレーシーン映像を検索できるAPIなどを利用して、プロ野球界初のハッカソンを実施。
2016年から独自のPLMイベントも実施し始めていて、2016年8月にはPLM事務所での「職業体験」イベントを実施。2017年1月には日刊スポーツ記者を招いての「野球スコアの書き方セミナー」を実施。定員15人に対し417人の応募があったと報告されている。
2017年にはパ・リーグの球団職員を対象に、球界全体の活性化と人材育成を目的としてビジネススクールを開設。2018年2月20日には、パシフィックリーグマーケティングとパ・リーグ6球団による新卒・中途採用向けの就職イベント「パ・リーグ ビジネスキャンプ2018」を開催。学生ら1200人が参加した。さらに5月25日には中途採用イベントの「パ・リーグ キャリアフォーラム」をパーソル キャリア株式会社と共同開催。パ・リーグ6球団だけでなく、Jリーグの川崎フロンターレ、ヴィッセル神戸、Bリーグなどが出展し、約1,400人に会社説明やトークショーを行った。
なお台湾でもこれまで旅行博に2015年から3年連続で参加していたが、2018年は5月11 - 13日に台湾プロ野球・Lamigoモンキーズの本拠地・桃園で行われた「YOKOSO桃猿」に参加。北海道日本ハム、楽天、千葉ロッテのマスコットと、北海道日本ハムのチアガールが来場してプロモーション活動を行った。

## パ・リーグ.com
2018年3月23日、パ・リーグ6球団新公式メディア「パ・リーグ.com」を開設。「パ・リーグの全てがここにある」をキーコンセプトとし、パ・リーグに関するすべての情報を盛り込んだ公式デジタルプラットフォームを目指すとしている。
Web版とスマートフォン用アプリ版とで展開。

## スマートフォン用アプリ
上記「パ・リーグ.com」のほか、以下のスマートフォン用アプリを配信。
- パ・リーグウォーク - 歩数計アプリ。2016年3月に配信され、2017年3月時点でユーザー数は35000人となっている[51]。
- パ・リーグ さんすうホームラン - 算数の教育ゲーム。対象年齢は4 - 9歳。2015年3月11日配信。
- パ・リーグ 漢字ストラックアウト - 漢字の教育ゲーム。対象年齢は6 - 12歳。2016年3月24日配信。
- パ・リーグがっこう - 教育ゲーム。『さんすうホームラン』『漢字ストラックアウト』2タイトルと、理科・社会・英語が学べる。2016年5月24日配信。

## PLMキャリア
2018年7月、スポーツ業界に特化した人材紹介エージェントサービス「PLMキャリア」のサービスを開始。採用を行っているスポーツ関連企業と、スポーツ業界への就職・転職を志す求職者をマッチングする。パ・リーグが運営するサービスでありながら、野球だけでなく全てのスポーツが対象。また業種も、スポーツチームや運営団体だけでなく、サプライヤーやスポンサード企業、メディアなど、スポーツに関わる幅広い職種を対象としている。